# 부산광역시립구포도서관
부산광역시립구포도서관은 부산광역시 북구 소재의 도서관이다.

## 연혁
- 1983.07.19 개관
- 1985.11.29 개가제 운영 시범도서관 지정
- 1997.06.02 도서관업무 전산화 시스템 완료
- 2000.11.25 부산광역시 평생학습관 지정
- 2000.12.20 도서관 홈페이지 구축(www.gupolib.or.kr)
- 2002.07.30 대림평생학습마을 개소
- 2006.07.10 신축도서관 이전 개관
- 2006.07.20 평생학습과 신설
- 2006.07.20 유아,어린이특성화 도서관 지정
- 2007.01.26 구포학부모교육원 개원
- 2008.02.01 자료실 및 열람실 연장개관 실시
- 2008.03.02 공공도서관 통합서비스시스템 실시
- 2008.12. 전국도서관운영평가 문화체육관광부 장관상 수상
- 2009.12. 전국도서관운영평가 문화체육관광부 장관상 수상
- 2009.12.22 부산광역시교육청 토요체험활동운영 우수기관 선정
- 2010.07.20 어린이실 연장 개관 실시
- 2010.08.27 장애인 정보누리터 설치 운영
- 2011.03.18 어르신서재 설치 운영
- 2012.02. 2011 시교육청 성과평가 최우수도서관 선정
- 2012. 08. 문화체육관광부 시행 건축 우수 공공도서관 선정
- 2015.02. 2014년 시교육청 성과평가 최우수도서관 선정